# Cubburo

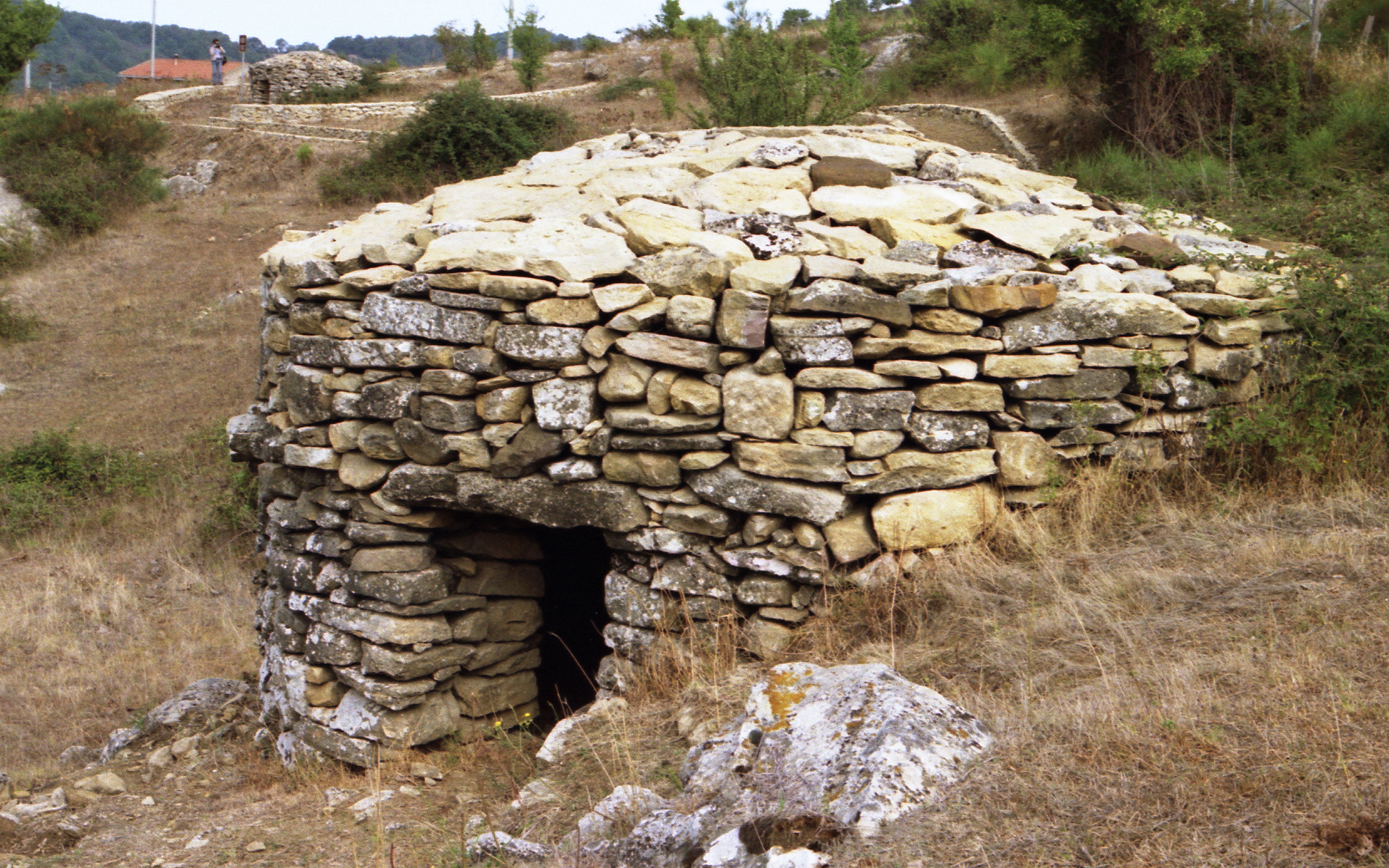
Cubburo nel comune di Raccuja

Il cùbburo è un piccolo edificio in pietre a secco, diffuso in Sicilia e in particolare nella zona dei monti Nebrodi e dei monti Iblei. I cubburi, altrimenti detti casotti, capanni a thòlos, cubi o cube (termini di origine araba), venivano anticamente costruiti nelle zone destinate a pascolo ed erano utilizzati per il ricovero dei pastori.
Sono particolarmente diffusi nei comuni di Montalbano Elicona (Monte Castellazzo), San Piero Patti (contrada Taffuri), Raccuja, Floresta, Roccella Valdemone, Tripi; e nella zona iblea a Militello in Val di Catania (C.da Catalfaro).
La costruzione ricorda molto i nuraghi della Sardegna o i trulli pugliesi, e oltre ad essere architettonicamente simile, era costruita con le stesse finalità delle “caciare” marchigiane o dei dammusi della Sicilia sud-orientale. Generalmente costruiti a ridosso di un muretto a secco o di un riparo naturale, i cubburi sorgono su terreni con leggere pendenze. La loro costruzione non richiedeva impiego di malta, ma solo di pietre a secco. La costruzione era solida e capace di resistere ad intemperie, incendi o altre calamità.
I primi cubburi furono edificati già nell'età megalitica, ma utilizzati e costruiti fino ai primi anni del Novecento.

## Etimologia

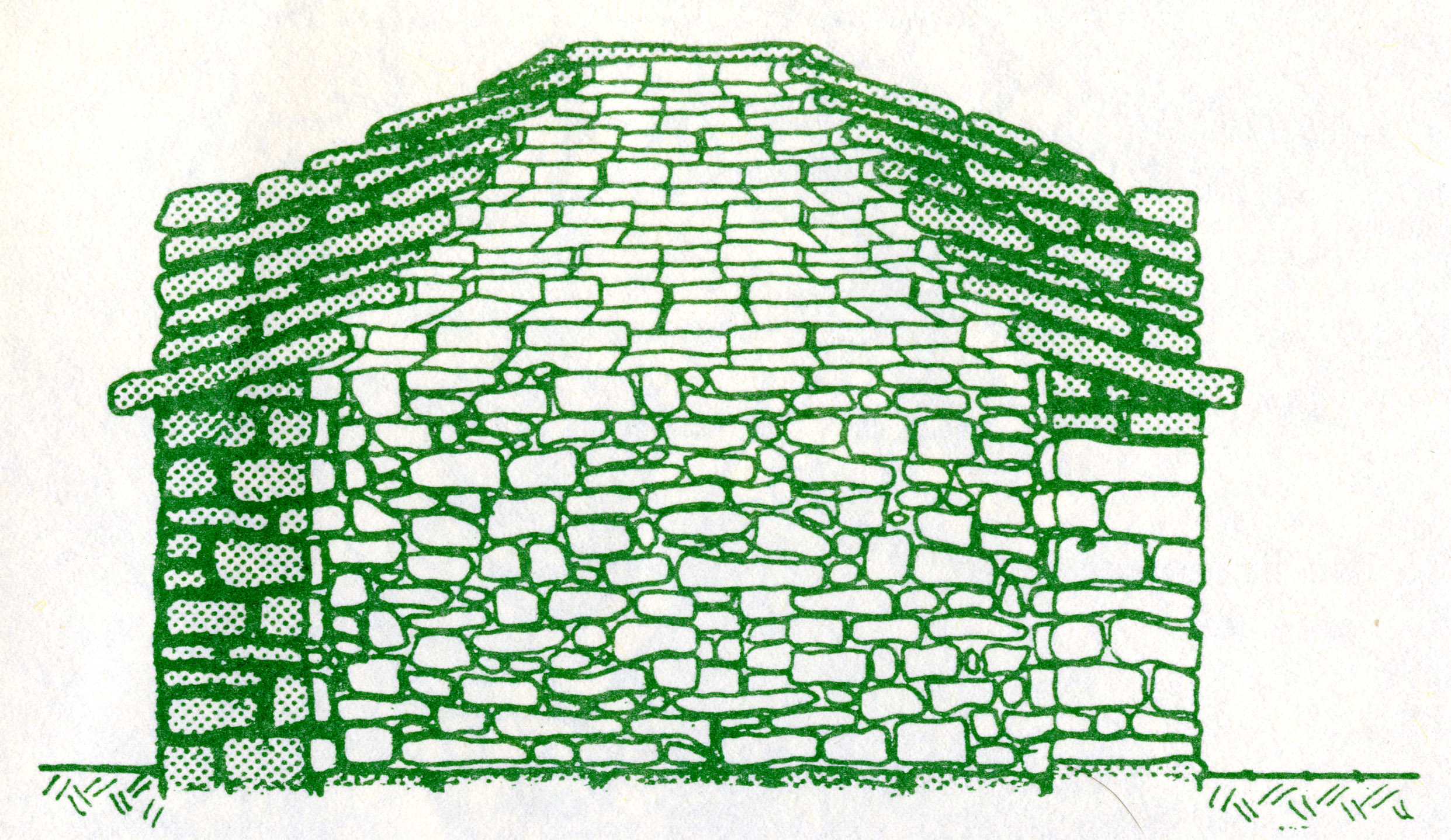
Esempio di cubburo con rinfianco nella parte superiore. La pseudocupola è poco visibile.

La parola cùbburu è di etimologia incerta: tuttavia, potrebbe essere in connessione, per via delle similarità sia semantiche che architettoniche, alla struttura della cuba bizantina (cubba in siciliano).
Si tratterebbe quindi di una derivazione o dal latino cūpa oppure dall'arabo قُبَّة (qubba 'baldacchino, padiglione; cupola, volta').
Nel caso specifico di cùbburu, si potrebbe avanzare una qualche evoluzione non attestata di una variante maschile di cūpola ricostruibile in *cūpulu. Quest'ultima ipotesi rischia di non spiegare appropriatamente alcuni passaggi morfo-fonetici tipici della fonetica siciliana.

## Caratteristiche

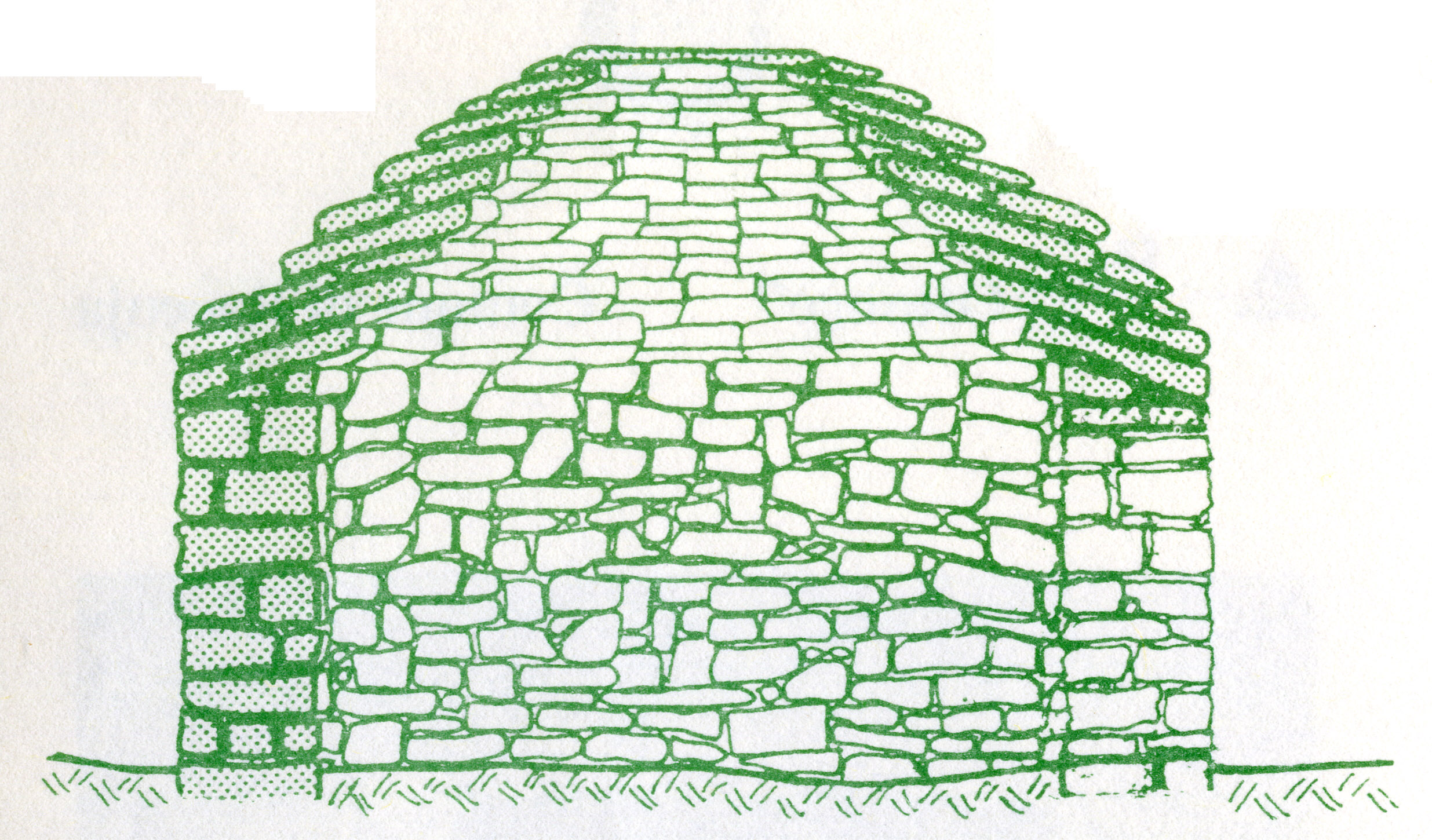
Esempio di cubburo senza rinfianco nella parte superiore. È più facile notare la pseudocupola.

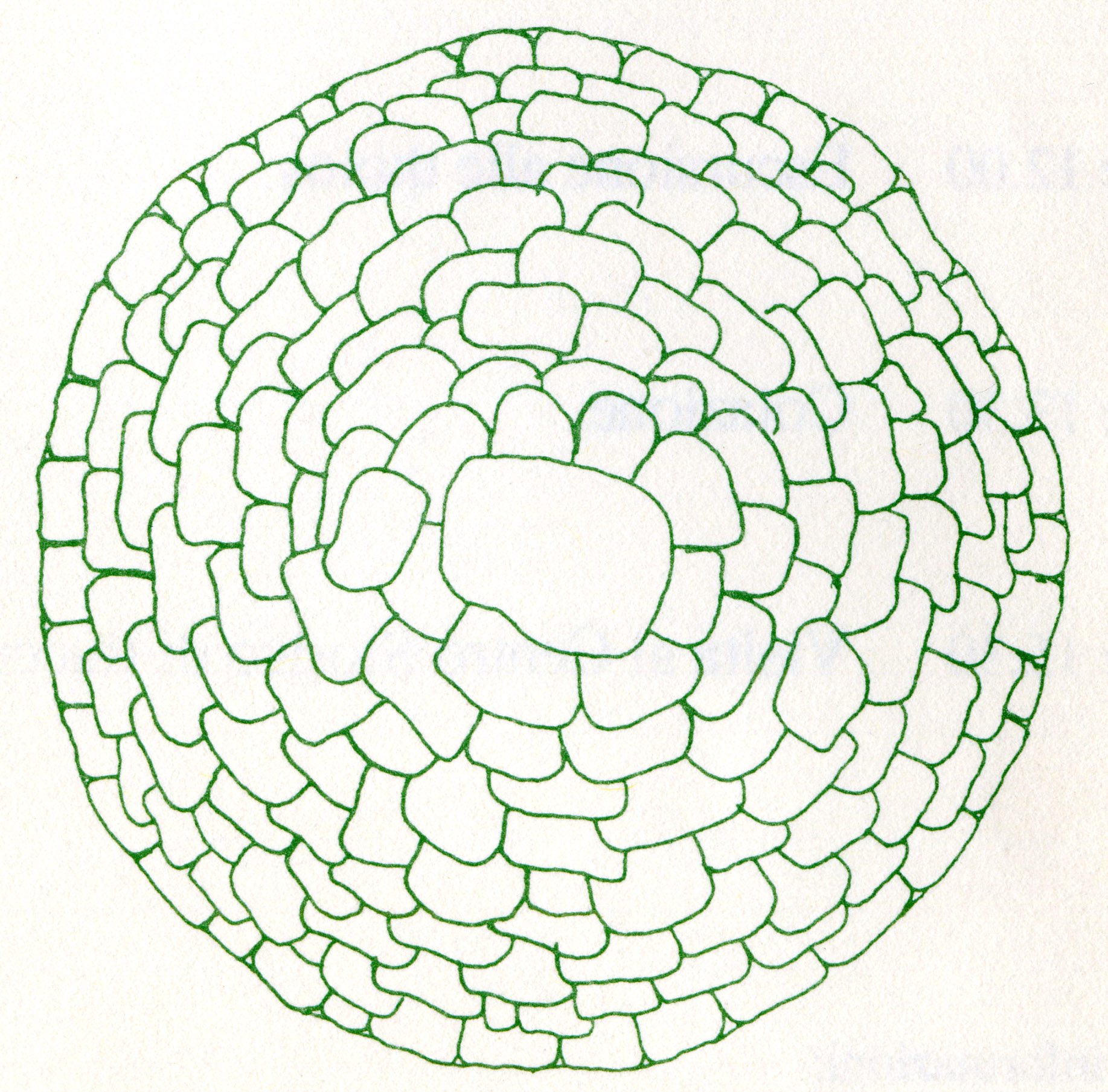
Schema della copertura di un Cubburo

La struttura architettonica è a pianta circolare, talvolta quadrangolare. A partire dalla base, i blocchi di pietra sono disposti in modo concentrico, in modo che ogni fila sostenga quella superiore. La costruzione termina con una pseudocupola, che assunse una forma simile ad una spirale durante la dominazione araba. L'ingresso, costituito da una porta con sistema trilitico, è generalmente slargato verso l'esterno. In qualche caso, si presenta basso e stretto. La struttura è di altezza variabile. I primi cubburi erano di dimensioni ridotte, ma con il passare del tempo ne furono costruiti di più grandi a scopo abitativo, provvisti anche di cisterne. Attraverso i secoli, si modificarono, in parte, le tecniche costruttive, ma la struttura restò molto simile a quella iniziale.

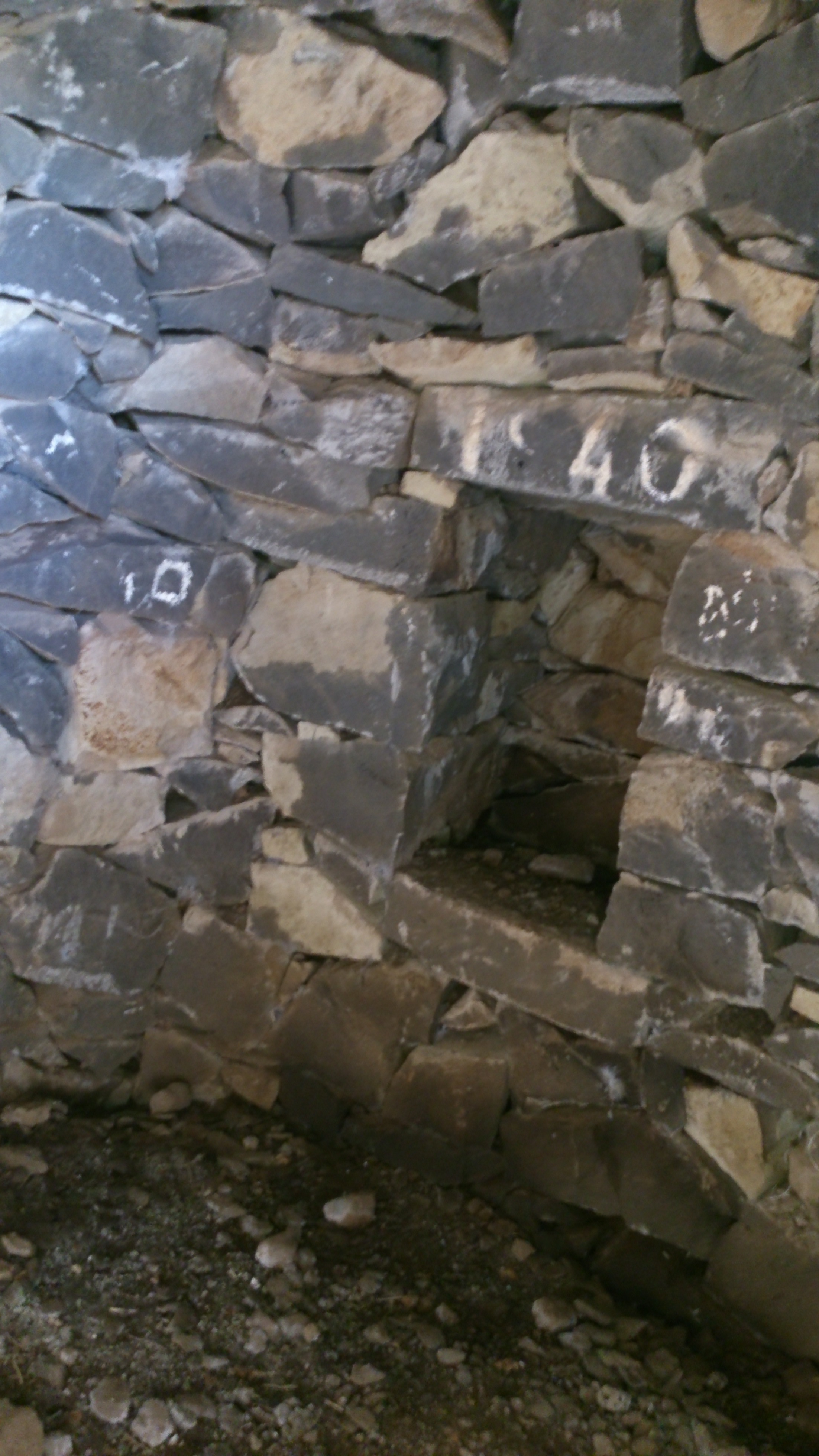
Interno di un cubburo nel comune di Militello in Val di Catania

## Studi e iniziative sui cubburi
- Il 25 giugno 1995, nella sala consiliare del comune di Raccuja, si è svolto il convegno "Archeologia al sole – Le Tholos "costruite" in Sicilia".

- Nel 2007, il consorzio intercomunale “Tindari-Nebrodi”, ha redatto un progetto per il recupero dei cubburi.
- Tholosfestival, manifestazione d'arte, prima edizione anno 2016.